# Палаты гетмана Мазепы
Палаты гетмана Мазепы — резиденция в селе Ивановском Рыльского района Курской области, построенная по приказу гетмана Мазепы, из которой он управлял всеми своими поместьями в Курской области (Мазеповка, Степановка, Крупец, Амонь, Коренево, Обуховка, Снагость, Студянка и другие). Точное время постройки неизвестно. Курские краеведы называют ориентировочную дату строительства 1703—1705 годами. Палаты Мазепы являются памятником гражданского зодчества начала XVIII века и для своего времени были крупным сооружением. Формально палаты включены в список объектов, охраняемых государством, однако в настоящее время находятся в полуразрушенном состоянии.

## История

Фрагменты палат гетмана Мазепы

По сведениям Федорова С. И., гетман Мазепа приобрел земельные угодья в юго-западной части Курского края 13 декабря 1703 года и построил на этих землях селения Ивановское, Степановку и Мазеповку, названных по имени, отчеству и фамилии гетмана. Одновременно, по его указанию, возникли селения Амонь, Гапоново, Коренево, Крупец, Обуховка, Снагость, Студянка и другие. Из них самым крупным было Ивановское, где Мазепа построил усадьбу, получившую название «Палаты гетмана Мазепы», и сосредоточил в ней управление всеми своими поместьями в Курской губернии.

Есть предположение, что палаты были построены московским зодчим Осипом Старцевым, работавшим в конце XVII века по заказам Мазепы. Сохранилось письмо Мазепы к царям Петру и Иоанну Алексеевичам от 21 мая 1693 года, в котором гетман просил выслать в Киев «каменных дел мастера» Осина Старцева для постройки церквей в Братском и Пустынном Никольском монастырях. 12 сентября 1693 года Мазепа получил ответ, в котором говорилось: 
 «А каменных дел мастеру Осипу Старцеву по нашему царского величества указу ведено быть при тебе, подданном нашем… покамест он в Киеве каменные две церкви по подряду своему в отделку и совершенство приведет…» 

## Архитектурные особенности

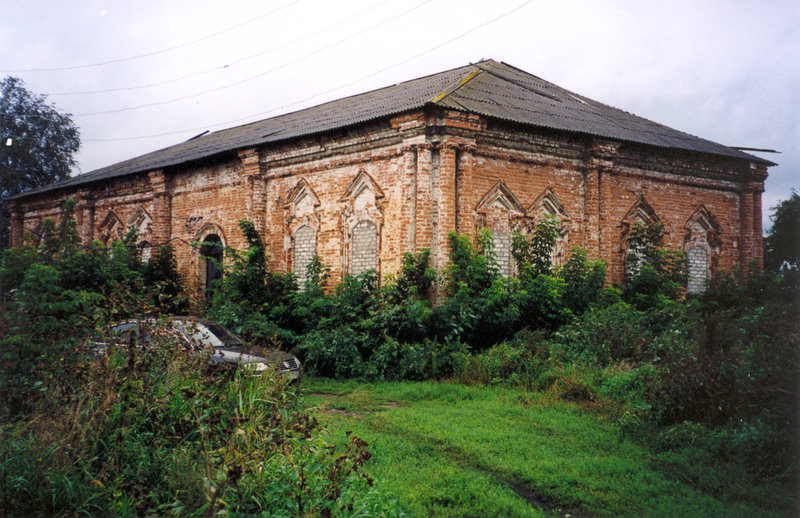
Современный вид палат гетмана Мазепы

В истории Украины Осип Старцев известен как строитель величественных Братского и Никольского соборов. Именно с этим связано большое сходство архитектурных деталей при сравнении палат в селе Ивановском с домом Якова Лизогуба в Чернигове, называемым также Полковой канцелярией.

По сведениям Федорова С. И., в архитектуре палат Мазепы применен мотив парных колонн, выступающих на три четверти своего диаметра из плоскости стен. Их размещение на фасадах соответствует местоположению внутренних капитальных стен. На углах здания колонны образуют пучки, которые повышают пластику сооружения. Формы наличников различны лишь в незначительных деталях. Фронтон наличника имеет рельеф, полки под фронтоном отсутствуют, так же как и колонки. Вместо них сделан полувалик из одного кирпича, отесанного с ребра. Ниже подоконника кирпичная кладка образует рельефный выступ фигурного характера. Карниз дома имеет небольшой рельеф и не отличается оригинальностью. 
Сохранился подробный «План господскому дому, состоящему Льговской округи в селе Ивановском», снятый 25 июня 1790 года. Он вычерчен на тонкой полотняной кальке размером 67 × 91 см черной тушью с подцветкой акварелью. Под номером первым указаны «палаты каменные без крышки старинного расположения длиной 22 1/2, шириною 7 1/2, вышиною 4 сажени, в них 6 покоев, 2 кладовых, внизу погреба. Оныя палаты в 1770 году сгорели и ныне стоят без крышки, потолку и полов нет, к починке неспособны». Кроме этого здания на план нанесена под номером вторым «кладовая каменная длиною 12, шириною 6, вышиною до крыши 4 сажени, в ней 6 покоев, внизу выход с погребами». Её местоположение, размеры и число помещений полностью соответствуют натурным обмерам палат Мазепы, произведенным автором книги в 50-х годах. Можно предположить, что после пожара 1770 года владельцы усадьбы поселились в соседнем каменном строении, имеющем 6 больших «покоев», которое и стало именоваться до наших дней палатами Мазепы в память о первом их владельце. 
По мнению Федорова С. И., некоторые декоративные элементы палат Мазепы утрачены: в окнах отсутствует значительная часть узорных кованых решеток, нет ставней с петлями и засовами кузнечной работы, некоторые окна заложены кирпичом.

## Попытки реставрации

Рисунок-реконструкция палат, выполненный в 1976 году Карлом Лопяло

По сведениям Федорова С. И., проект восстановления палат Мазепы был выполнен еще в 1949 году курским архитектором А. Ю. Ехауекимом. После обследований, обмеров и фотофиксаций палат Мазепы в 1961 году московская комиссия по восстановлению историко-архитектурных памятников рекомендовала провести восстановительные работы, после чего была составлена смета и отпущены средства на их восстановление. По неизвестным причинам работы не были выполнены.
В 1968 году доктором искусствоведения и архитектором М. П. Цапенко, архитектором — художником К. К. Лопяло были выполнены работы по реконструкции палат Мазепы, но и это проектное предложение осталось неосуществленным.